# Kortsluitankermotor

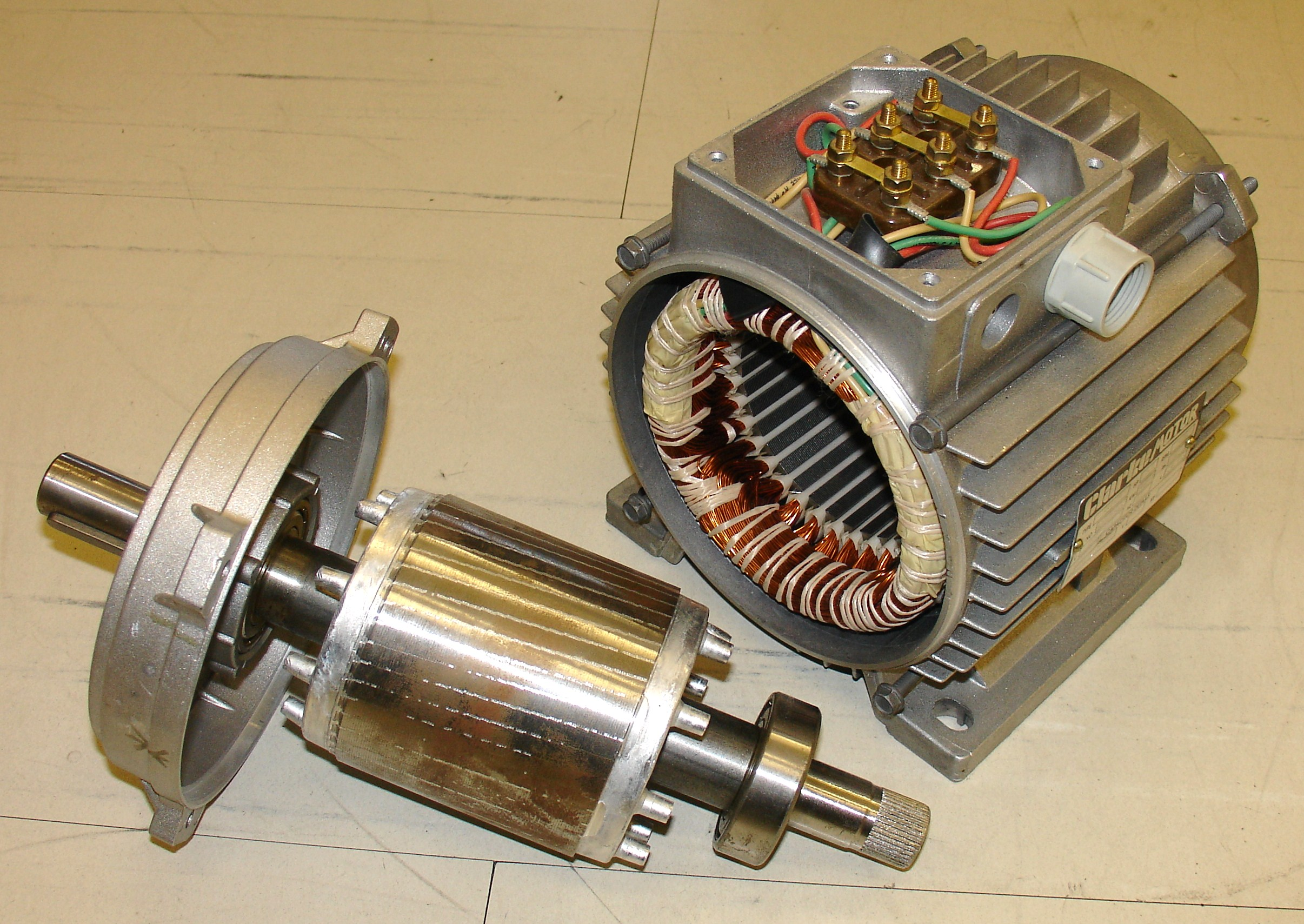
Opbouw kortsluitankermotor

De kortsluitankermotor of kooiankermotor is een asynchrone draaistroommotor (inductiemotor) met een kortsluitanker; een geleidende kooi van dikke kortgesloten windingen. De kortsluitankermotor is een van de meest gebruikte industriële elektromotoren.

## Historie
Nadat vanaf 1880 verschillende wetenschappers en uitvinders zich bezighielden met wisselstroomonderzoek, vond rond 1888 AEG-ingenieur Michail Doliwo-Dobrowolski de kortsluitankermotor uit tijdens zijn onderzoek met driefasen wisselspanning. Met deze motor kon hij aantonen dat een wisselstroommotor net zo goed kon functioneren als de toen gangbare gelijkstroommotor.

## Constructie
De stator van de kortsluitankermotor bestaat uit een ringvormig gelamelleerd pakket van dynamoblik, waarin aan de binnenzijde groeven zijn uitgespaard. In de groeven zijn drie spoelen aangebracht, die onderling 120° van elkaar verschoven zijn. In de stator wordt het draaiveld opgewekt. De buitenkant van de stator is voorzien van de nodige koelribben voor de warmteafvoer van de interne energieverliezen.
De rotor is opgebouwd uit ronde platen van dynamoblik, die aan de omtrek van gaten of gleuven zijn voorzien. In deze gaten worden ongeïsoleerde geleidende staven van koper of aluminium aangebracht die aan de uiteinden worden verbonden – kortgesloten - met een geleidende eindring. Omdat de staven en eindringen een kooi vormen, wordt deze rotorconstructie ook wel kooianker genoemd. Bij kleine motoren wordt de rotorkooi vaak via een drukgiettechniek gemaakt uit aluminium.

## Werking
Een kortsluitankermotor waarvan de rotor stilstaat, werkt als een transformator in kortsluittoestand. Het draaiveld van de stator induceert in de rotorstaven een spanning. De rotorkooi vormt een gesloten elektrisch circuit waardoor er stromen gaan lopen in de geleidende rotorstaven. In het magnetische draaiveld ontstaan op deze stroomvoerende staven lorentzkrachten, die samen een drijvend koppel vormen. Door dit koppel gaat de rotor draaien, en wel met het draaiveld mee.
Wanneer de motor belast wordt, zal het toerental afnemen zodat de rotorstaven meer veldlijnen doorsnijden. De spanning, stromen en lorentzkracht nemen toe zodat de motor een groter koppel kan leveren. Het maximale koppel dat een kortsluitankermotor kan leveren wordt het kipkoppel genoemd.

## Aanloopstroom
De grootte van de statorstroom wordt bepaald door de grootte van de rotorstroom. Door de lage weerstand van de kortsluitkooi is na het inschakelen van de motor de rotorstroom zeer groot. De stator neemt dan eveneens een grote stroom op uit het net. De aanloopstroom is 6 à 8 keer groter dan de nominale stroom van de motor.
Om de aanloopstroom te beperken wordt voor grote motoren vaak gebruikgemaakt van spanningsverlaging, zoals een ster-driehoekschakeling of softstarter. Het aanloopkoppel is daar tegenover kleiner. Een kortsluitankermotor met enkele kooi kan daarom slechts onbelast of met een kleine belasting aanlopen.
Indien het toch nodig is om een kortsluitankermotor met een hoog koppel aan te laten lopen dan kan dat alleen in combinatie met een frequentieregelaar. Nadeel hiervan is dat er maatregelen genomen moeten worden om de optredende elektromagnetische storingen te beperken. Zo moet een frequentieregelaar met een afgeschermde kabel aangesloten worden op een elektromotor.

## Eigenschappen
- Sterke en eenvoudige constructie.
- Weinig onderhoud, door het ontbreken van borstels.
- Hoge aanloopstroom, ca. 6 tot 8× nominale stroom, bij nieuwe motoren 10 tot 12× nominale stroom.
- Lager aanloopkoppel dan sleepringankermotor.
- wisselend emk door de verliezen

## Toepassingen
De kortsluitankermotor is een van de meest gebruikte motor in industriële toepassingen en wordt onder andere gebruikt in het aandrijven van machines, ventilatoren, pompen, enz.
Voor toepassingen waar een variabel toerental is vereist, worden kortsluitankermotoren gebruikt in combinatie met frequentieregelaars.

## Speciaalkortsluitankermotor
De speciaalkortsluitankermotor (S.K.A.-motor) is een verbeterde uitvoering van de kortsluitankermotor (K.A.-motor). De motor is voorzien van een dubbele kooi, waarbij de rotor is voorzien van twee rijen staven. De buitenste kooi bestaat uit dunne, en de binnenste kooi uit dikke staven. De buitenkooi doet dienst gedurende het aanlopen, en de binnenkooi als de motor in bedrijf is. De inschakelstroom is bij deze motoren aanzienlijk kleiner en het aanzetkoppel belangrijk groter dan bij de K.A.-motor. De aanloopstroom bij directe inschakeling wordt teruggebracht tot 4 à 6 maal de nominale stroom, en het aanloopkoppel is verbeterd tot 1,5 à 2,5 maal het vollastkoppel.
Hetzelfde principe kan ook worden bereikt met het stroomverdringingsprincipe. Hierbij zijn de rotorstaven rechthoekig-, trapezium, of druppelvormig. Bij het aanlopen zal de stroom in het dieper geleden gedeelte van de rotorstaaf - waar de impedantie het grootst is - kleiner zijn dan in het hoger gelegen gedeelte. Ofwel de stroom wordt verdrongen naar de buitenste delen van de rotorkooi. Omdat bij aanloop alleen het hoger gedeelte wordt gebruikt is de weerstand groter en het koppel groter. Voordeel van deze constructie is dat het oppervlak van de staven groter is waardoor de warmteafgifte naar het ijzer beter is. Op dit moment worden bijna alle kortsluitankermotoren gebouwd volgens dit principe.